# Viktor Kock
Viktor Gustav Kock, född 12 mars 1979 i Mariehamn, är en finländsk politiker (socialdemokrat). Kock var ordförande för de finlandssvenska socialdemokraterna (FSD) i Österbotten 2014-2015. Han var ordförande för Finlands svenska socialdemokrater under åren 2015-2019   och efterträdde Maarit Feldt-Ranta på den posten.

## Biografi
Viktor Kock är uppvuxen i Godby på Åland och i Pedersöre i Österbotten. Han är bosatt i Pedersöre kommun där han även är aktiv inom kommunpolitiken - främst som fullmäktigeledamot sedan 2017 (ersättare 2013-2017). Kock är utbildad statsvetare (politices magister) vid Åbo Akademi och arbetar som medlemsansvarig på DIFF - Ingenjörerna i Finland. Han kandiderar i riksdagsvalet 2019.
Kock gifte sig 2006 med journalisten Ann-Sofi Berger. De har tre barn.